# Sériciculture
 (janvier 2023).
La sériciculture est l'élevage du ver à soie, qui est lui-même la chenille du papillon Bombyx mori. Elle consiste en l'ensemble des opérations de culture du mûrier, d'élevage du ver à soie pour l'obtention du cocon, de dévidage du cocon et de filature de la soie. L'élevage s'effectue à partir des œufs du papillon, appelés selon l'usage « graines ».
Dans le sud de la France, la maison dans laquelle on pratique l'élevage des vers à soie est appelée magnanerie, du nom de « magnan » donné au ver.
Jusqu'en 1860, la sériciculture était répandue en France, en Italie, et dans le bassin méditerranéen, mais des épizooties ont décimé les populations de vers à soie et, aujourd'hui, plus de la moitié de la production de cocon est réalisée en Asie (Chine, Inde).

## Histoire de la sériciculture

### Les origines
La sériciculture a une histoire de plus de 6 000 ans. Les plus vieilles traces de soie, qui dateraient de plus de 8 500 ans, ont été trouvées par une équipe chinoise dans des tombes du site de Jiahu. Mais l’origine de l’élevage du ver à soie appartient en partie à la légende. Celle-ci raconte que c’est la princesse chinoise Si-Ling-Chi qui, 26 siècles av. J.-C., faisant tomber un cocon de papillon dans sa tasse de thé, découvre le principe du dévidage de la soie.
Des découvertes archéologiques montrent la présence du mûrier pour l'élevage du ver à soie dans la culture de Yangshao (Néolithique moyen chinois (4 500 à 3 000 av. J.-C.). L’Empire de Chine va conserver durant plus de deux millénaires[réf. nécessaire] l’exclusivité de la fabrication de la soie. Son commerce s’étend, plus de deux siècles av. J.-C., jusqu’à la Grèce.  Les Romains nommaient Sericum la région située au-delà du Gange. Ce n’est qu’au cours du VIe siècle apr. J.-C. que la technique de fabrication arrive dans le bassin méditerranéen, l’empire Byzantin la conservant d’abord jalousement. Procope de Césarée (v. 500-560) décrit la façon dont l’empereur Justinien (483-565) réussit l’élevage.
La conquête musulmane de la péninsule ibérique et de la Sicile diffuse ces techniques plus largement. Sous l’impulsion de Roger Ier de Sicile (v. 1034-1101) et de son fils Roger II (1093-1154), le ver à soie et le mûrier furent introduits dans l'ancien Péloponnèse, qui prit ensuite le nom de Morée en raison de l'importance de la culture du mûrier. L'industrie de la soie s'installe en Sicile et la Calabre, qui devinrent des centres producteurs. La diffusion continue tant en Espagne, autour de Grenade, Tolède ou Séville, qu’en Italie autour de Venise, Florence ou Milan.
Finalement, le Japon, puis l’Inde réussissent à découvrir le secret de la fabrication de la soie et deviennent d’importants producteurs.
« La sériciculture et la production traditionnelle de soie pour tissage » est inscrite sur la liste représentative du patrimoine culturel immatériel de l'humanité par l'UNESCO en 2022.

### La sériciculture en France

#### Historique

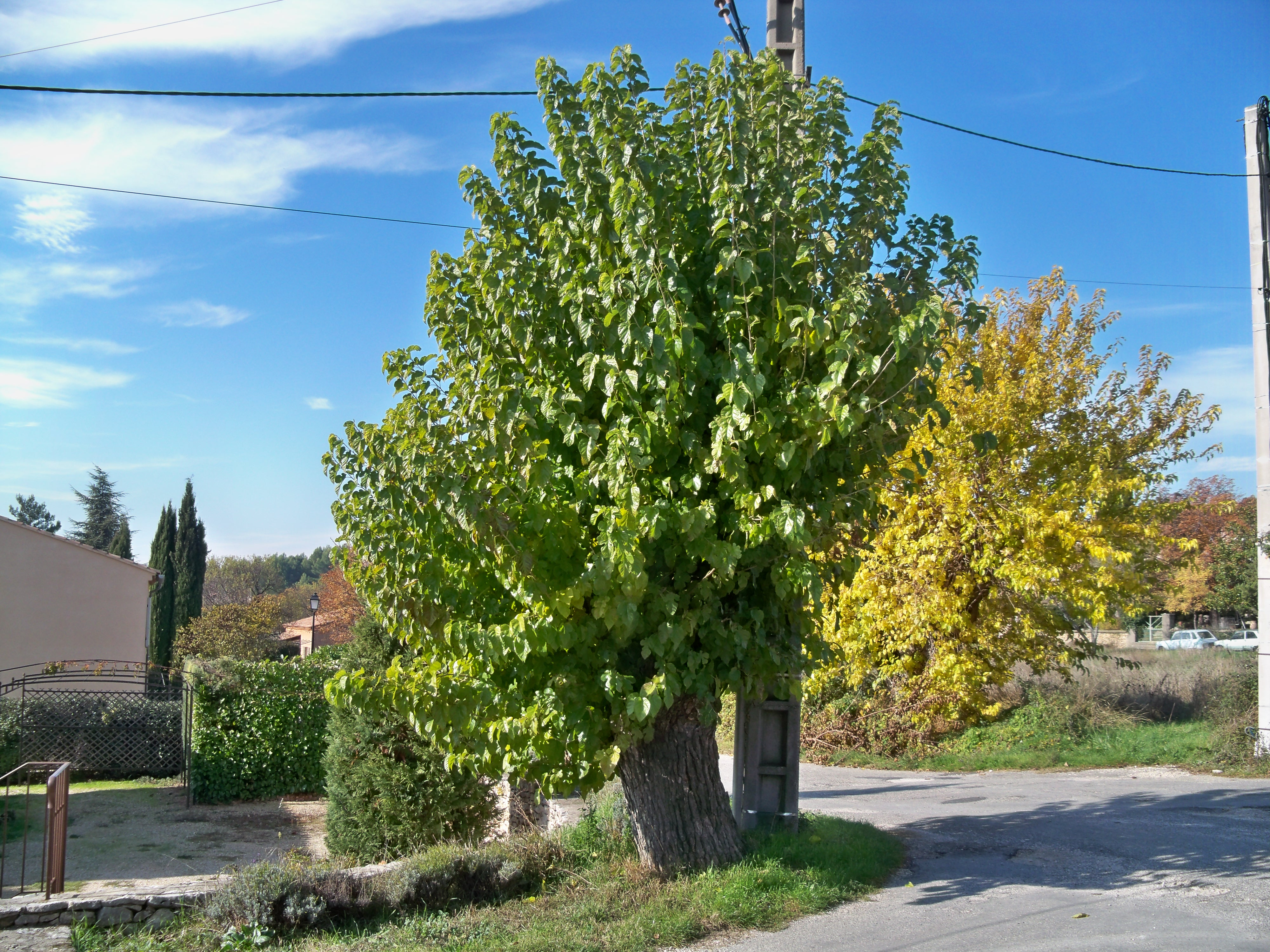
Mûrier blanc à Villars (Vaucluse), vestige d'une sériciculture disparue.

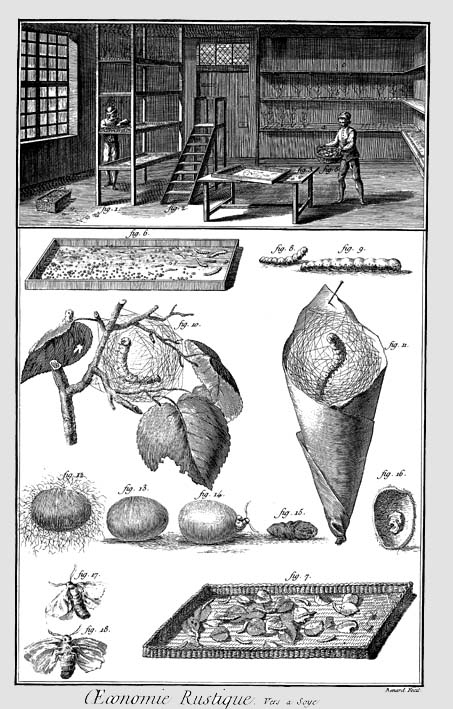
Gravure de l'Encyclopédie de Diderot et de d'Alembert, montrant les étapes de la sériciculture.

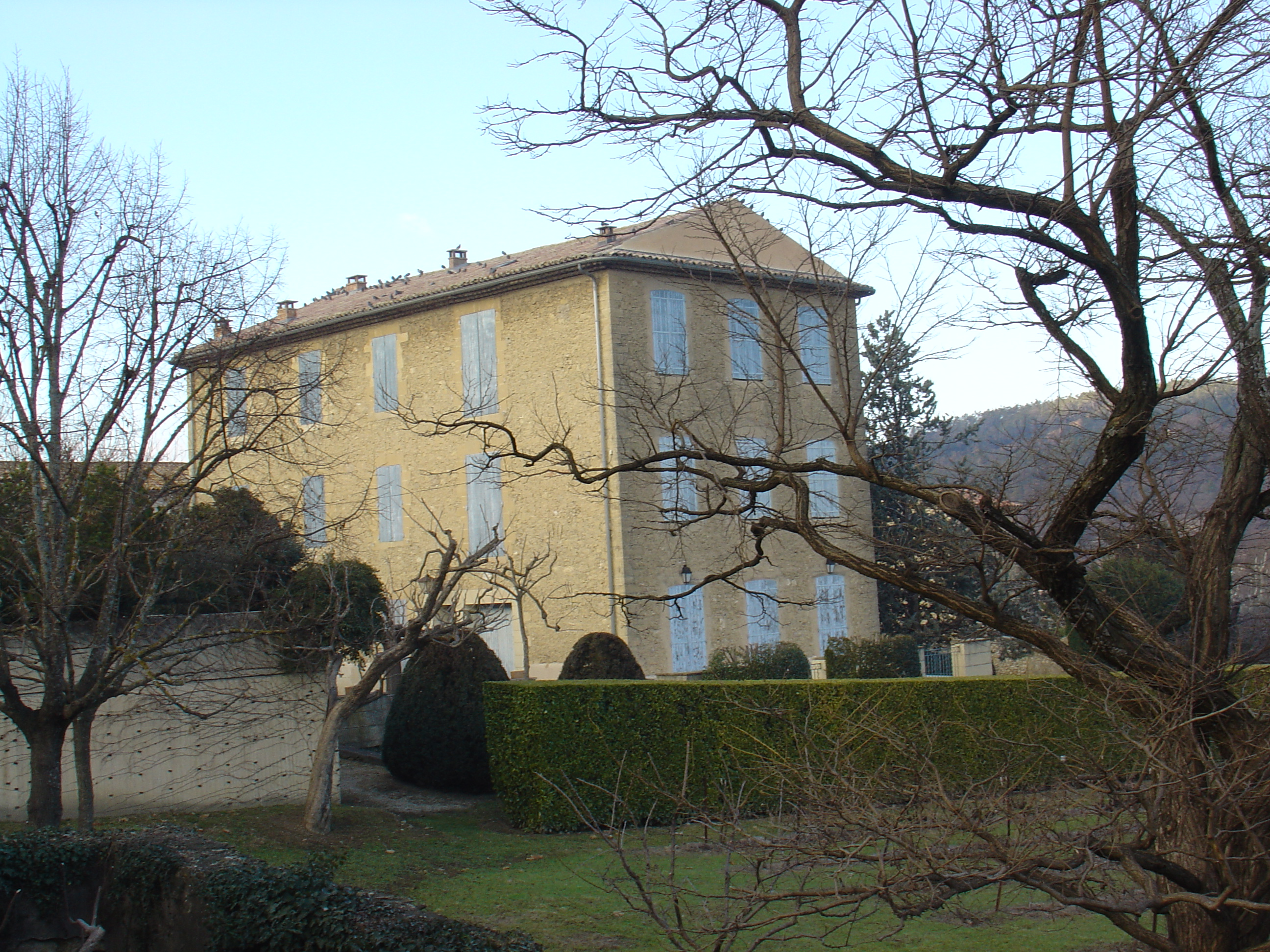
Une ancienne magnanerie en Luberon.

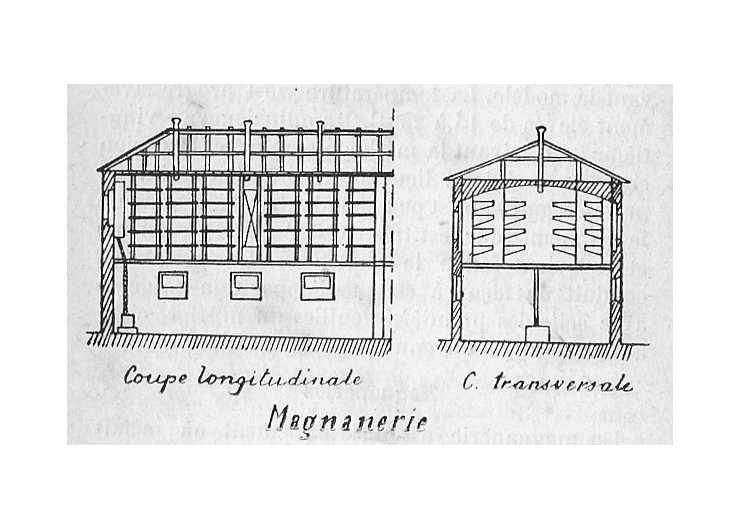
Coupe schématique d'une magnanerie.

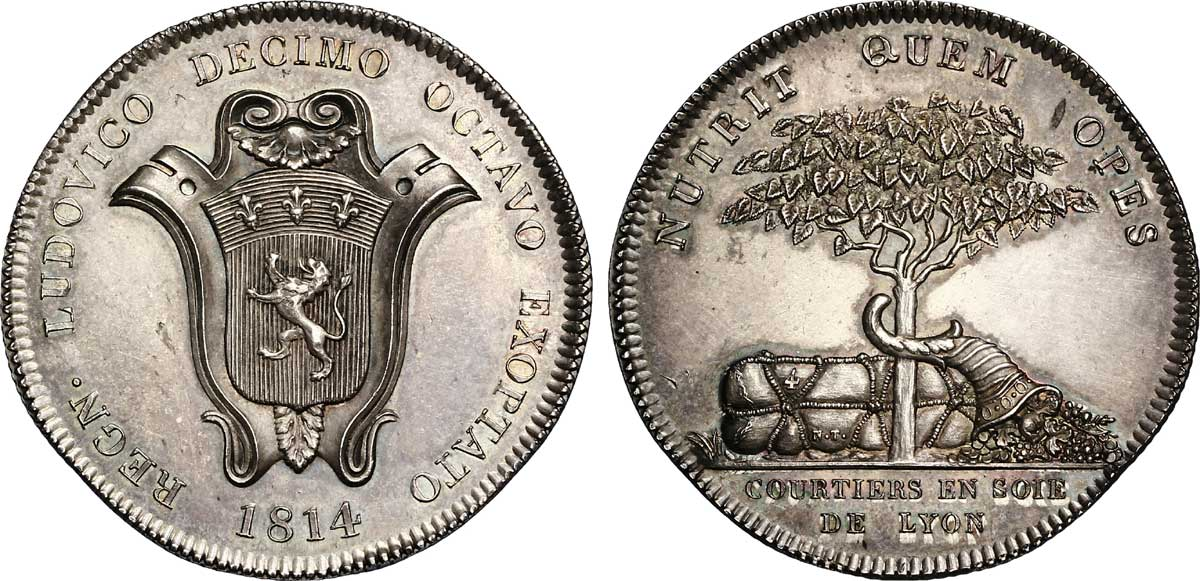
Jeton de corporation des courtiers pour la soie de Lyon.

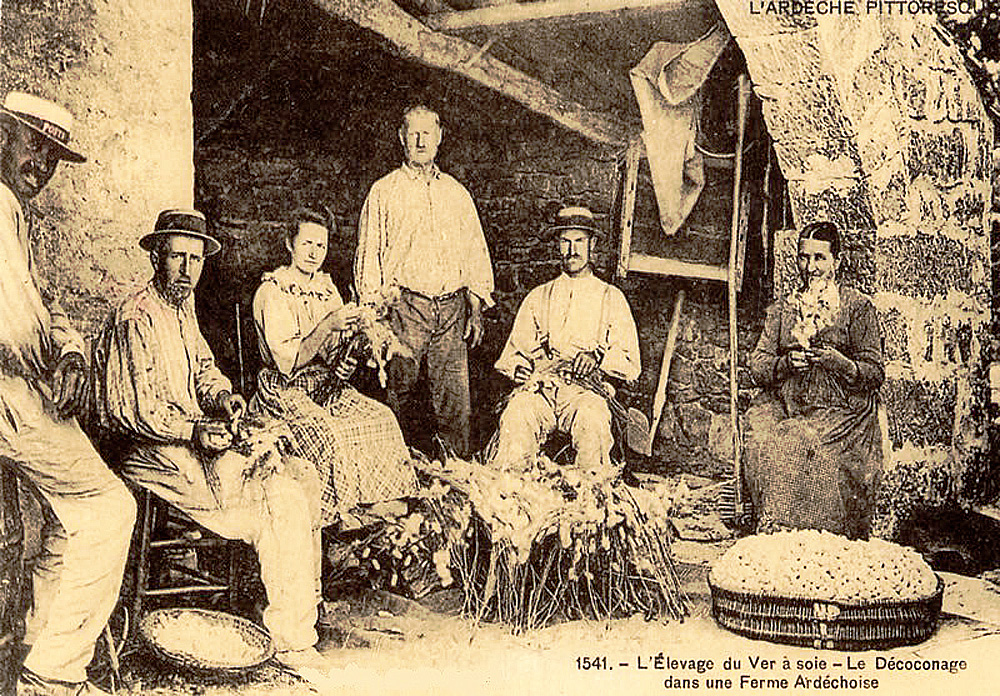
Élevage du ver à soie à Lagorce, dans les Cévennes ardéchoises.

La venue des papes à Avignon au début du XIVe siècle introduit la culture du mûrier dans la région.
Louis XI (1423-1483) invite des artisans italiens et grecs à s’installer à Tours, ville qui compte 8 000 métiers à tisser en 1546 et devient ainsi un centre séricicole plus important que Lyon, Montpellier ou Paris. D'autres mesures sont prises par la royauté, notamment par François Ier, qui signe en 1544 une ordonnance encourageant la culture du mûrier.
Mais c'est surtout Henri IV qui donne une forte impulsion à la sériciculture grâce aux travaux de son illustre conseiller, l'agronome Olivier de Serres, dans le futur département de l'Ardèche. Des mûriers sont plantés jusque dans le jardin des Tuileries. François Traucat fait planter plus de quatre millions de mûriers en Provence et en Languedoc. Sous Louis XIV, Colbert chargea un certain Isnard de faire publier des mémoires sur la culture du mûrier et l'élevage du ver à soie.
Il faut le terrible hiver de 1709, qui gela les châtaigniers des Cévennes ainsi que les oliviers dans tout le midi, pour obliger les agriculteurs à s'orienter vers une nouvelle ressource, la sériciculture. Le mûrier se développe dans les Cévennes et, dans une moindre mesure, en Provence. Michel Darluc parle de champs de mûriers bordant les champs de blé dans la Crau irriguée.
De 1760 à 1780, la production de cocons s'élève à environ 7 000 tonnes par an. Le développement s'accentue pour atteindre en 1853 la production record de 26 000 tonnes. Malheureusement, cette progression se fait au détriment des exigences sanitaires. Comme souvent, cette intensification de la production s'accompagne d'une multiplication des maladies touchant les vers à soie. La production de cocons tombe en 1856 à 7 500 tonnes de cocons. M. Jeanjean, secrétaire du comice agricole du Vigan (Gard), écrit : « Les plantations de mûriers sont entièrement délaissées ; l'arbre d'or n'enrichit plus le pays ». En fait, ces maladies sont apparues dès 1849, mais la propagation avait pu être freinée par l'importation de graines espagnoles et surtout italiennes. En 1855, l'Italie ayant été également touchée, les graines importées étaient contaminées, d'où la récolte catastrophique de 1856.
Des graines sont alors importées du Japon et de la Chine, mais les mauvaises conditions de stockage dans les entrepôts à Yokohama ou à Shanghaï, ainsi que la durée du transport, compromettent leur qualité. Des importations sont également faites de Géorgie et du Caucase. Pour maintenir l'activité des industries de filage, des cocons sont aussi importés du Japon.
À la suite de nombreuses interventions, le Ministre de l'Agriculture Béhic confie l'étude de ces maladies à Louis Pasteur. Ce dernier hésite à accepter cette mission car, selon ses propres termes, il n'avait jamais touché à un ver de soie. Pasteur finit par accepter et se rend le 6 juin 1865 à Alès. Il étudie, dans les Cévennes (Gard et Ardèche), deux maladies en particulier : la pébrine et la flacherie. Après 5 ans de travaux, il propose une méthode de prophylaxie et publie en 1870 un livre intitulé Étude sur la maladie des vers à soie, dédicacé à sa majesté l'Impératrice, qui lui avait dit que « la science n'a jamais plus de grandeur que dans les efforts qu'elle fait pour étendre le cercle de ses applications bienfaisantes ». Ces maladies avaient également été étudiées par de Quatrefages, Béchamp et Balbiani, mais la postérité ne retiendra que le nom de Pasteur.
Grâce à ces travaux recommandant l'utilisation de graines saines, le développement de la pébrine est enrayé, mais la production ne progresse pas et se stabilise entre 8 000 et 10 000 tonnes de cocons. En effet, d'autres facteurs entrent en ligne de compte : résistance de la flacherie, ouverture du canal de Suez d'où une concurrence étrangère plus forte, développement dans le midi de cultures plus rémunératrices (fruits et légumes dans les plaines et vignes sur les coteaux) et apparition des fibres synthétiques.
En 1891, la sériciculture est à l'origine d'un événement pittoresque et festif. L'élevage du ver à soie utilisait des feuilles de papier perforé de petits trous ronds. Monsieur Lué, administrateur du Casino de Paris, se procura des chutes de ces feuilles de papier. Elles furent utilisées comme projectiles dans un bal masqué donné à l'occasion du Carnaval de Paris. Ainsi fut lancée la vogue mondiale du confetti en papier, prodigieuse à ses débuts et que nous connaissons toujours aujourd'hui.
Après le bouleversement de la guerre de 1914-1918, la production se stabilise entre 3 000 et 4 000 tonnes de cocons puis, à compter de 1924, elle continue à décroître jusqu'à 500 tonnes à la Libération. Pendant la Seconde Guerre mondiale, un bref renouveau se manifeste pour la fabrication des parachutes. Une affiche éditée par le Ministère de l'Agriculture demande aux paysans français d'élever des vers à soie avec pour slogan : « Des parachutes français tissés avec de la soie française ». Malgré cela, la production continua à baisser pour ne devenir qu'anecdotique.

#### Tableau récapitulatif
Le tableau ci-après donne les chiffres de la production française de cocons. Ils sont empruntés 
- jusqu'en 1856, à un mémoire de M.Dumas, membre de l'Institut, inséré dans les comptes rendus de l'Académie de Sciences de Paris ;
- de 1857 à 1871, à la statistique de la France par M.Block ;
- de 1872 à 1903, aux statistiques annuelles du syndicat des marchands de soie de Lyon ;
- de 1913 à 1941, aux statistiques du ministère de l'Agriculture, bulletin technique séricicole.

| Année   | Production annuelle en tonne | Année | Production annuelle en tonne | Année | Production annuelle en tonne |
| ------- | ---------------------------- | ----- | ---------------------------- | ----- | ---------------------------- |
| 1801-07 | 4.250                        | 1873  | 8.360                        | 1900  | 9.180                        |
| 1808-12 | 5.140                        | 1874  | 11.070                       | 1901  | 8.450                        |
| 1813-20 | 5.200                        | 1875  | 10.770                       | 1902  | 7.287                        |
| 1821-30 | 6.900                        | 1876  | 2.390                        | 1903  | 5.985                        |
| 1831-40 | 14.700                       | 1877  | 11.400                       | 1913  | 4.423                        |
| 1841-45 | 17.500                       | 1878  | 7.720                        | 1920  | 3.230                        |
| 1846-52 | 24.250                       | 1879  | 4.770                        | 1921  | 2.557                        |
| 1853    | 26.000                       | 1880  | 9.490                        | 1922  | 2.584                        |
| 1854    | 21.500                       | 1881  | 9.255                        | 1923  | 3.355                        |
| 1855    | 19.800                       | 1882  | 9.690                        | 1924  | 4.224                        |
| 1856    | 7.500                        | 1883  | 7.660                        | 1925  | 3.389                        |
| 1857    | 7.500                        | 1884  | 6.257                        | 1926  | 3.099                        |
| 1858    | 11.500                       | 1885  | 6.618                        | 1927  | 3.655                        |
| 1859    | 11.000                       | 1886  | 8.261                        | 1928  | 2.668                        |
| 1860    | 11.500                       | 1887  | 8.980                        | 1929  | 2.535                        |
| 1861    | 8.500                        | 1888  | 9.550                        | 1930  | 1.827                        |
| 1862    | 9.700                        | 1889  | 7.410                        | 1931  | 996                          |
| 1863    | 9.500                        | 1890  | 7.800                        | 1932  | 986                          |
| 1864    | 8.500                        | 1891  | 6.883                        | 1933  | 942                          |
| 1865    | 5.500                        | 1892  | 7.680                        | 1934  | 975                          |
| 1866    | 16.400                       | 1893  | 9.987                        | 1935  | 656                          |
| 1867    | 14.100                       | 1894  | 10.584                       | 1936  | 673                          |
| 1868    | 10.600                       | 1895  | 9.300                        | 1937  | 644                          |
| 1869    | 8.100                        | 1896  | 9.318                        | 1938  | 596                          |
| 1870    | 10.100                       | 1897  | 7.760                        | 1939  | 526                          |
| 1871    | 10.320                       | 1898  | 6.893                        | 1940  | 582                          |
| 1872    | 9.870                        | 1899  | 6.993                        | 1941  | 593                          |

#### Des essais de relance
Une première relance a été conduite par Édouard de Cazalet à Molières-Cavaillac (Gard) au profit d'un centre d'aide par le travail (CAT). Les résultats n'ont pas été convaincants. Une autre expérience débute en 1972 à Monoblet. Une ancienne magnanerie est remise en état et l'Association pour le Développement de la Sériciculture (ADS) en Cévennes est créée. En 1978, année de fermeture de la station séricicole d'Alès, l'ADS lance sa première campagne de production. Quelques agriculteurs se mobilisent et produisent une tonne et demie de cocons. Le projet se développe et reçoit des aides du Conseil général et du Conseil régional.
Toutefois, la production reste très faible.

## Conditions techniques de l'élevage
Élever quelques chenilles de Bombyx pour obtenir des cocons est chose facile, mais il n'en est pas de même pour l'élevage d'un grand nombre de vers à soie : il faut alors respecter des conditions d'hygiène rigoureuses pour prévenir les diverses maladies. Avant de filer son cocon pour se transformer en chrysalide, le ver à soie subit quatre mues. L'espace de temps compris entre ces mues successives a reçu le nom d'âge. Le ver à soie passe donc par cinq âges successifs.

### La graine: incubation et éclosion
La première condition qu'exige l'éducation du ver à soie est le choix de la graine. On doit rechercher une couleur gris cendré. La fabrication de la graine étant une opération délicate, des établissements spécialisés ont été agréés conformément à la loi du 7 mars 1944 afin de produire des souches saines.
La mise en incubation doit être effectuée à la mi-avril, époque à laquelle les bourgeons de mûriers commencent à s'épanouir. Les conditions d'une bonne incubation sont :
- une chaleur douce s'élevant régulièrement de 1 à 2 degrés par jour jusqu'à 23 °C et sans jamais redescendre ;
- de l'air pur et sans cesse renouvelé, indispensable à la respiration très active des œufs à ce moment ;
- une légère humidité pour éviter le dessèchement de la graine.

Pour réaliser cette incubation, les graines étaient autrefois placées dans des sachets, ou nouets, qui étaient portés par les femmes sous leur vêtement ou déposés dans une pièce chauffée telle que celle où se trouve le four du boulanger. Il est évident que les conditions précédentes étaient mal respectées. La meilleure solution est de recourir à une couveuse ou incubateur dont le type classique en France est le castelet des Cévennes.
La durée de l'incubation est en général d'une quinzaine de jours ; l'approche de l'éclosion est annoncée par un changement de coloration de l'œuf qui devient blanchâtre. L'éclosion dure 3 à 4 jours. Pour enlever les jeunes vers éclos, on place sur les œufs un morceau de tulle sur lequel on dispose des feuilles de mûriers coupées en fines lanières. Les jeunes larves passent à travers la toile pour manger les feuilles qui, une fois garnies de vers, sont placées sur des claies.

### Égalisation et espacements des vers
Pour faciliter la conduite de l'élevage, il importe que les vers évoluent de la même façon, c'est-à-dire qu'ils muent et fassent leur cocon en même temps. Il faut donc que les derniers nés évoluent un peu plus vite pour combler leur retard. Pour cela, ils seront mis aux endroits les plus chauds de la magnanerie.
L'espacement des vers est un facteur qui influe énormément sur l'état sanitaire, et donc sur le rendement. Il faut compter pour les chenilles du 5e âge, environ 2 m2 de claies pour 1 gramme de graines.

### Délitage
Il faut débarrasser les vers de leurs déjections et des feuilles souillées, sans les toucher de crainte de les meurtrir. Cette opération appelée délitage est effectuée, après chaque mue, par les vers eux-mêmes au moyen de feuilles de papier trouées ou de filets à maille plus ou moins serrée selon leur grosseur et que l'on dispose au-dessus des chenilles. Les vers passent au travers des mailles pour venir chercher des feuilles fraîches qu'on leur a distribuées au-dessus. Le délitage terminé, la vieille litière doit être enlevée avec précaution pour ne pas disséminer les poussières contenant de nombreux germes.

### Alimentation
Il faut donner à manger aux vers peu à la fois et souvent, soit 4 fois par jour. Les repas doivent être donnés à heures régulières. Les vers mangent avec plus d'avidité et profitent mieux de la nourriture qui doit être répandue uniformément.
Pour 25 à 30 g de graines on estime qu'il faut distribuer, pendant les 32 jours que dure en moyenne l'élevage, environ 1300 kg de feuilles à répartir de la façon suivante :
| Âge    | Durée moyenne | Poids des feuilles |
| ------ | ------------- | ------------------ |
| 1erâge | 5 à 6 jours   | 6 kg               |
| 2eâge  | 4 à 5 jours   | 18 kg              |
| 3eâge  | 6 à 7 jours   | 120 kg             |
| 4eâge  | 7 à 8 jours   | 250 kg             |
| 5eâge  | 8 à 10 jours  | 900 kg             |
| Total  | 30 à 36 jours | 1 300 kg           |

### Encabanage
Vers le 8e jour après la 4e mue, l'appétit des vers diminue et on les voit se déplacer rapidement, leur corps devient jaune ambré. On dit que le ver est mûr. L'éleveur dispose des rameaux de bruyère en formant une sorte de galerie ou cabane de 50 cm de large et d'une profondeur égale à la largeur de la claie. La chenille monte dans ces branchages pour procéder à la formation de son cocon. Le maintien de la température est nécessaire pour que le ver puisse d'abord faire son cocon, puis se transformer en chrysalide. Il arrive que deux vers s'unissent pour faire un même cocon : il y a alors formation d'un cocon double contenant deux chrysalides. À la place des bruyères, on peut utiliser des hérissons plastiques.

## Conditions physiques de l'élevage

### Aération
Le renouvellement de l'air dans lequel vivent les vers joue un rôle capital souvent négligé dans le passé. Dans les locaux d'élevage l'air est rapidement vicié par la respiration des vers et se trouve de plus pollué par la fermentation des litières. Un renouvellement fréquent de l'air est une nécessité absolue. Une ventilation énergique est plus particulièrement indispensable quand le temps est orageux et que l'air reste stagnant dans la magnanerie.

### Température
La pratique a montré que la température la plus favorable se situe entre 22 et 24 °C. Les vers redoutent beaucoup les variations brusques de température.

### Lumière
La lumière est indispensable aux vers à soie, qui vivent normalement en plein air. En revanche, il est indispensable d'éviter les rayons directs du soleil.

## Prévention des maladies du ver à soie
Bien respecter les conditions techniques et physiques de l'élevage ne suffit pas à assurer une bonne récolte ; il faut également respecter une bonne hygiène. Les moyens de lutte contre les maladies sont uniquement préventifs, à savoir :
- une désinfection générale des locaux et du matériel avant et après l'élevage ;
- un maintien des vers dans la plus grande propreté avec un changement fréquent et régulier des litières.

Les maladies qui peuvent atteindre les vers à soie sont : la muscardine, la pébrine, la flacherie et la grasserie.

### La muscardine
La muscardine, désignée également sous le nom de maladie des blancs ou « dragées », est causée par le champignon Beauveria bassiana. Le mycélium se développe dans le sang et à l'intérieur du corps en envahissant tous les tissus. Au moment de la mort, le corps prend une teinte vineuse, le cadavre se couvrant d'un feutrage blanc constitué des filaments fructifères avec les spores. Les conidies libérées se déposent sur la peau des autres vers et les contaminent à leur tour. Cette maladie avait été observée par Vallisneri dès 1725 et expliquée par Agostino Bassi en 1825. L'animal peut mourir aussi à l'état de chrysalide.
Une désinfection bien effectuée permet de prévenir cette maladie. Cette désinfection peut être réalisée par une pulvérisation à base de sulfate de cuivre ou de formol. En cas de contamination il faut :
- enlever les vers malades ou morts et les brûler ;
- déliter les vers sains ;
- brûler les litières où se trouvaient les vers malades.

### La pébrine
Les vers atteints de pébrine restent petits et sont peu actifs. Leur corps présente de nombreuses taches brunes entourées d'une auréole jaunâtre. Le ver paraît saupoudré de poivre, d'où le nom de « pébrine », formé par Quatrefages. Cette maladie est contagieuse et héréditaire, c'est-à-dire que l'œuf contaminé donnera naissance à un ver également malade. Il est donc nécessaire d'avoir des graines non contaminées. Pour cela, selon le procédé d'Osimo repris par Pasteur, les corps des femelles qui ont terminé leur ponte sont broyés dans un peu d'eau et examinés au microscope. Si le papillon est contaminé, la ponte correspondante est éliminée. Cette méthode permet de lutter avec efficacité contre cette maladie, car les spores de la pébrine ne conservent pas leur vitalité d'une année à l'autre.

### La flacherie
La maladie des morts flats, ou flacherie, est due à des troubles intestinaux, la feuille contenue dans le tube digestif entrant en fermentation. Les vers malades et les cadavres dégagent une odeur aigre très désagréable. Les vers atteints deviennent languissants, refusent de manger et meurent rapidement. Cette maladie peut détruire en peu de temps toute une récolte. Il faut prendre rapidement les mesures suivantes :
- enlever les vers malades ou morts et les brûler ;
- déliter et espacer les vers survivants ;
- faire jeûner les vers pendant 24 heures et pousser ensuite l'élevage en chauffant et en distribuant de nombreux repas de feuilles fraîches, propres et non humides.

### La grasserie
La grasserie se déclare généralement vers la fin du 5e âge, un peu avant la montée. La peau devient très fragile et se déchire spontanément, laissant échapper un liquide laiteux. Cette maladie virale est très contagieuse et doit faire l'objet des mêmes traitements que la muscardine : enlèvement des corps morts et des litières qui sont brûlés, délitage des vers sains. La fréquence des repas peut être augmentée.

## Sources
- Boissier de Sauvages, L'art d'élever les vers à soie, Avignon, Niel, 1787.
- Pomier, L'art de cultiver les mûriers blancs, d'élever les vers à soie et de tirer la soie des cocons, Paris, Vve Lottin, 1757.
- Liger, La nouvelle maison rustique ou économie rurale, pratique et générale de tous les biens de campagne, Paris, Vve Desaint, 1790, 2 volumes (Tome 1 pages 390/424).
- Louis Pasteur, Études sur la maladie du ver à soie, Paris, Gauthier-Villars, 1870, 2 volumes 322 et 326 pages.
- E.Maillot et F.Lambert, Traité sur le ver à soie et sur le mûrier, Montpellier, Coulet et fils, et Paris, Masson, 1905 1 volume 622 pages.
- A.Paillot et A.Rebouillon, Les maladies du ver à soie et le contrôle sanitaire des grainages et des éducations de reproduction, Bulletin technique séricicole du Ministère de l'Agriculture, 1945.
- René Fraisse, Etude de quelques aspects de l'alimentation, de la croissance et de la sécrétation de la soie chez Bombyx mori L. Variations des caractères du cocon et du fil de soie, INRA, 1959
- F.Clavairolle, M.Costa, E.Doulier, M.Nougarède, H.Ozil, M.H.Piault, D.Tavernier et M.Wienin, Les chemins de la soie, Saint Hippolyte du Fort, Espace Écrits, 1993.
- Françoise Clavairolle, « L'Éducation des vers à soie : savoirs, représentations, techniques », L'Homme, vol. 34, no 129,‎ 1994, p. 121-145 (lire en ligne)
- Madeleine Villard, Aspects des industries de la soie en Languedoc, dans Marseille sur les routes de la soie, Actes de la table ronde organisée par la chambre de commerce et d'industrie Marseille-Provence et l'Université de Provence, 2001.
- Jean-François Klein, Soyeux en mer de Chine. Stratégies des réseaux lyonnais en Extrême-Orient (1843-1906), Thèse d'Histoire contemporaine, tapuscrit, sous la dir. de Claude Prudhomme, Université Lyon-2, 2002, 1 1200 p.